# 현대해상 최경주 인비테이셔널
현대해상 최경주 인비테이셔널(KJ Choi Invitational)은 대한민국 경기도 여주시에서 열리는 프로 골프 대회로, 2011년에 창설되었다.

## 같이 보기
- 최경주